# 亨利·達西
亨利·菲利贝尔·加斯帕尔·達西（法語：Henry Philibert Gaspard Darcy；1803年6月10日—1858年1月3日）是一名法國工程師，在水利學領域有重大貢獻，其中以描述流體於多孔介質中流動的達西定律而聞名。

## 早年生活
達西出生於法國第戎。儘管他父親在1817年他十四歲時過世，他的母親仍借錢來支付他的學費。1821年，他就讀於巴黎綜合理工學院。
1828年，亨利與住在第戎的英國人亨利特·凱里（Henriette Carey）結婚。

## 工程生涯

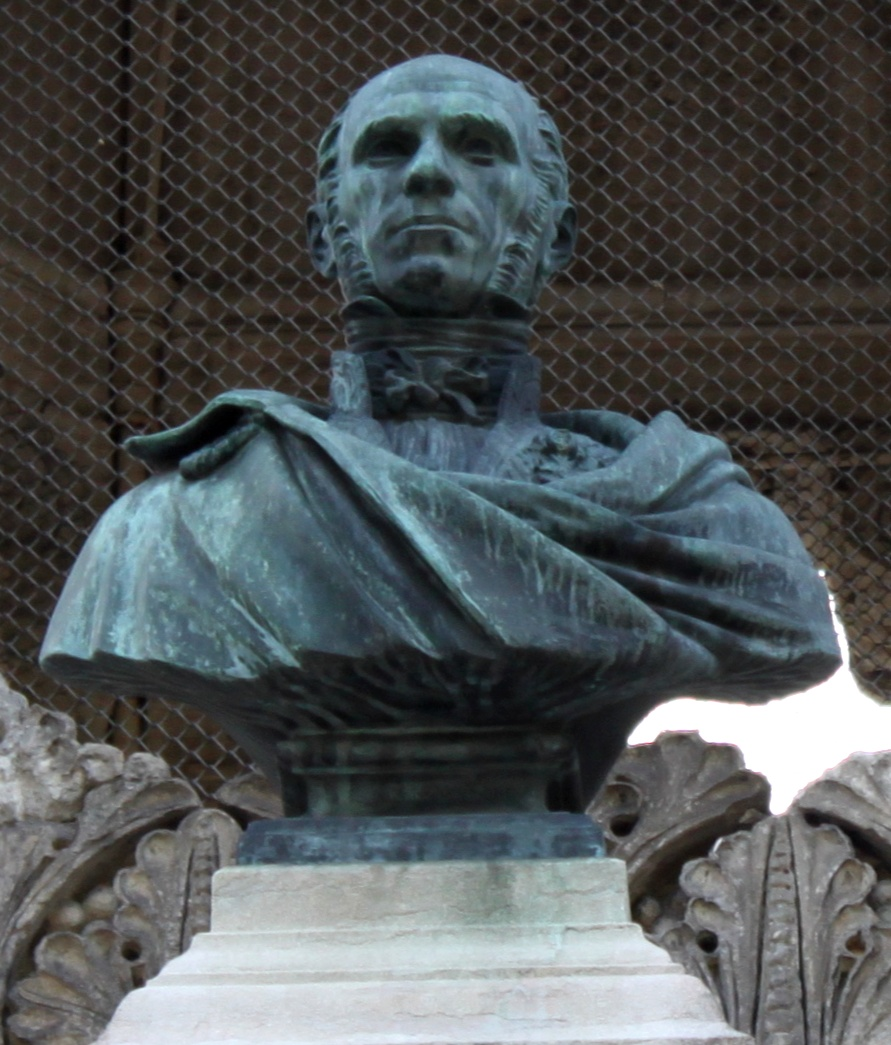
達西的雕像

身為兵團的一分子，在一次嘗試透過鑽井提供足夠淡水以失敗收場後，他在第戎建立了令人印象深刻的加壓水分配系統。這套系統從12.7公里（7.9英里）遠的泉水，將水以一個覆蓋的水道運送到城市附近的水庫，然後進入一個2.8萬米的加壓管道，提供城市大部分的用水。該系統完全密閉並且由重力驅動，因此不需要幫浦，只有沙子作為過濾器。他還參與了第戎及其周邊的許多其他公共工程，以及第戎市政府的政治工作。
在此期間，他對用以計算摩擦導致水頭損失的普羅尼方程做了修改，之後又由尤利烏斯·威斯巴哈做了進一步的修改，成為知名且沿用至今的達西–威斯巴哈方程式。

## 著作
- . Victor Dalmont. 1856.
- Darcy, Henry-Philibert-Gaspard. . Impr. Impériale. 1857  [2017-09-26]. （原始内容存档于2019-09-11）.
- Darcy, Henri; Bazin, Henry.  1ère partie. Dunod. 1865.
- Darcy, Henri; Bazin, Henry.  Deuxième partie. Recherches expérimentales relatives au remous et à la propagation des ondes. Paris,: Imprimerie impériale. 1865.